# دونباس ۱۹۹۱۶
سیارک ۱۹۹۱۶ (به انگلیسی: 19916 Donbass، نامگذاری:1976QH1) نوزده هزار و نهصد و شانزدهمین سیارک کشف شده‌است که در ۲۶ اوت ۱۹۷۶ کشف شد.
قدر مطلق سیارک برابر ۱۶٫۲ است.